# Bodianus speciosus
Bodianus speciosus är en fiskart som först beskrevs av Bowdich 1825.  Bodianus speciosus ingår i släktet Bodianus och familjen läppfiskar. IUCN kategoriserar arten globalt som otillräckligt studerad. Inga underarter finns listade.